# Parlament (Jura)

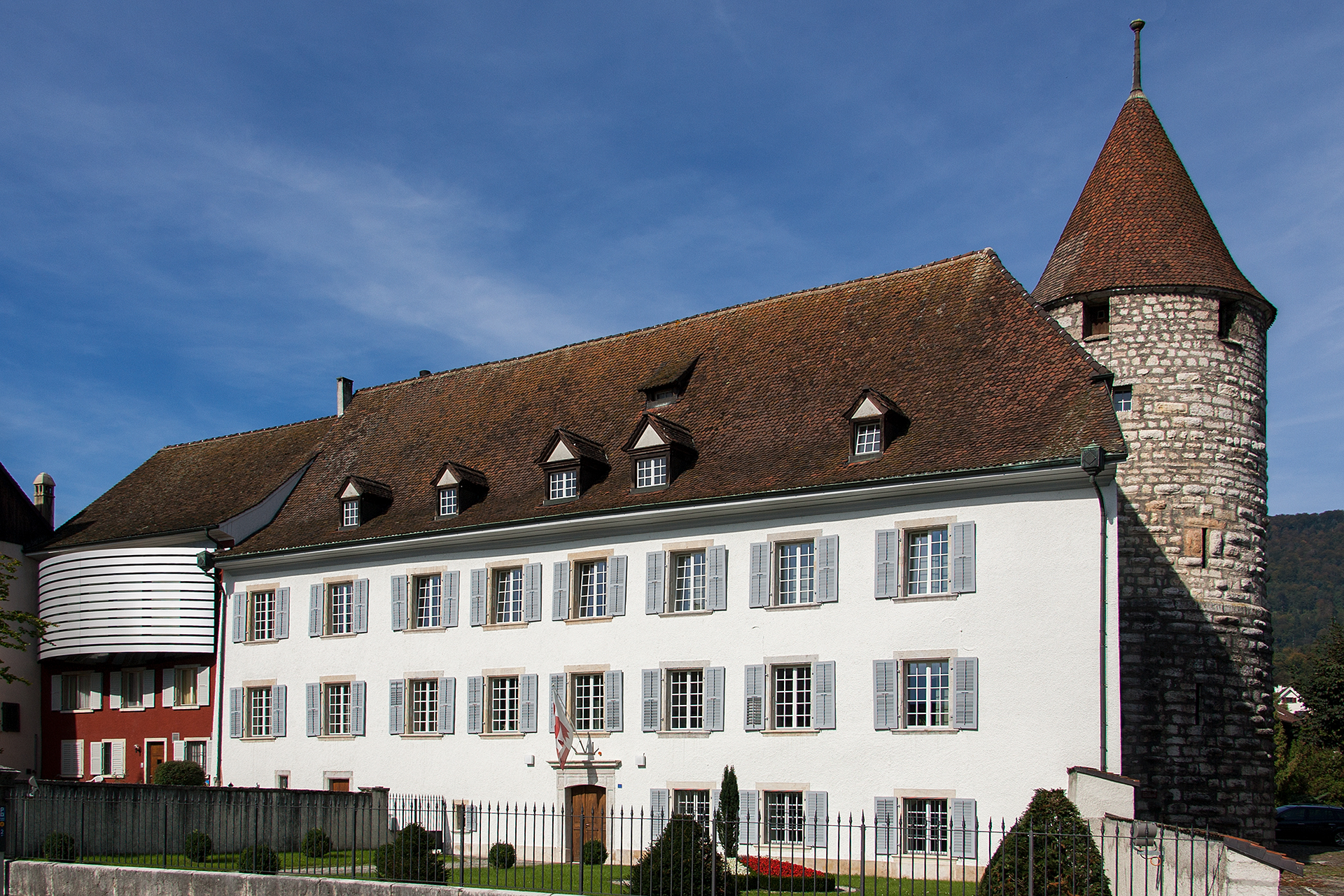
Hôtel du Parlement in Delsberg

Das Jurassische Parlament (französisch Parlement jurassien) ist das Parlament des Kantons Jura. Der Sitz des Parlamentes ist das Hôtel du Parlement in Delsberg. Seine 60 Mitglieder werden seit 2010 in drei Wahlkreisen nach Proporzwahlverfahren für fünf Jahre gewählt. Die letzte Gesamterneuerungswahl fand am 18. Oktober 2020 statt.

## Aufgaben
Die Aufgaben und die Zusammensetzung des Parlaments sind in den Artikeln 82 bis 88 der Verfassung des Kantons Jura geregelt. Demzufolge ist er die oberste gesetzgebende Behörde unter Vorbehalt der Volksrechte und das oberste Gremium zur Kontrolle über die Regierung, die Verwaltung und das Justizwesen.
Das Parlament erarbeitet Verfassungsbestimmungen im Falle einer Verfassungsänderung und beschliesst Gesetze und Verordnungen, wobei es zweimaliger Beratungen bedarf (Art. 83). Seine weiteren Kompetenzen sind in Art. 84 geregelt.

## Mitglieder

### Wählbarkeit
Gemäss dem Wahlgesetz (Loi sur les droits politiques) ist jeder Schweizer Bürger ab 18 Jahren, der nicht entmündigt wurde, wählbar (Art. 6). Abgeordnete können höchstens zweimal hintereinander wiedergewählt werden (Art. 29a). Kandidaten müssen ihren Wohnsitz im entsprechenden Wahlbezirk haben (Art. 34). Ausländer können zwar nicht gewählt werden, haben jedoch ein aktives Wahlrecht, sofern sie seit sechs Jahren in der Schweiz und seit einem Jahr im Kanton Jura wohnhaft sind (Art. 3).

### Anzahl und Verteilung auf die Wahlkreise
Gemäss der Kantonsverfassung (Art. 85) zählt das Parlament 60 Abgeordnete (députés). Jeder Bezirk bildet einen Wahlkreis und stellt automatisch drei Abgeordnete, die übrigen Abgeordneten werden im Verhältnis zur Bevölkerungszahl zugeteilt (Art. 86).
Am 1. Januar 2026 tritt Moutier dem Kanton Jura bei und bildet einen eigenen Bezirk und einen eigenen Wahlkreis für die Wahl am 19. Oktober 2025.
Die Anzahl der Abgeordneten pro Wahlkreis für die Wahl 2025 wurde gemäss der Bevölkerungszahl per 31. Dezember 2023 festgelegt:
| Bezirk    | Einwohner- zahl | Anteil am Total | feste Sitze | Anspruch an den übrigen 48 Sitzen | Sitzanspruch total | Sitze 2025 | ± zu 2020 |
| --------- | --------------- | --------------- | ----------- | --------------------------------- | ------------------ | ---------- | --------- |
| Delsberg  | 39'660          | 48,53 %         | 3           | 23,30                             | 26,30              | 26         | −4        |
| Pruntrut  | 24'357          | 29,81 %         | 3           | 14,31                             | 17,31              | 18         | −2        |
| Freiberge | 10'531          | 12,89 %         | 3           | 6,19                              | 9,19               | 9          | −1        |
| Moutier   | 7'171           | 8,78 %          | 3           | 4,21                              | 7,21               | 7          | neu       |
| Total     | 81'719          | 100,00 %        | 12          | 48,00                             | 60,00              | 60         | ±0        |

## Wahlverfahren und Sitzzuteilung
Im Kanton Jura wird nach Proporz gewählt. Da die Sitzverteilung aufgrund des Wahlkreisresultats erfolgt (Hagenbach-Bischoff-Verfahren), spielt das gesamtkantonale Resultat keine unmittelbare Rolle. Eine explizite Sperrklausel gibt es nicht, jedoch liegt die natürliche Sperrklausel bei bis zu 10 % (Bezirk Freiberge). Listenverbindungen sind nicht zulässig.
Jeder Stimmbürger hat so viele Stimmen, wie es Mandate im Wahlkreis zu vergeben hat (Art. 38 Loi sur les droits politiques). Es besteht die Möglichkeit des Kumulierens, wobei aber einem Kandidaten maximal zwei Stimmen gegeben werden können. Ebenso können Kandidaten aus einer Liste gestrichen und durch andere Kandidaten einer anderen Liste ersetzt werden (Panaschieren). Es kann auch eine freie Liste beliebig zusammengestellt werden.
Bei der Wahl werden Stellvertreter (suppléants) mitgewählt, die Abgeordnete derselben Fraktion vertreten können und im Falle eines Rücktritts als Abgeordnete nachrücken. Die Zahl der als Stellvertreter gewählten Kandidaten pro Liste (maximal vier) hängt von der Zahl der gewählten Abgeordneten ab. Als Stellvertreter sind die stimmenstärksten Nichtgewählten gewählt (Art. 44, 47 ff.).